# Parco nazionale Glacier
Il parco nazionale Glacier (in inglese Glacier National Park) è un parco nazionale situato in Columbia Britannica, in Canada.